# Szymon (biskup płocki)
Szymon (ur. ?, zm. 6 lub 7 maja 1129) – duchowny katolicki, biskup płocki za panowania księcia Bolesława Krzywoustego.
Niewiele wiadomo na jego temat ze względu na szczupłość źródeł. Jan Długosz w swoich dwóch katalogach biskupów płockich podał, że Szymon pochodził z polskiego rodu Gozdawitów (Gozdawów), a przed objęciem biskupstwa piastował godność archidiakona płockiego. Obie informacje nie zostały potwierdzone przez badania historyczne, były jedynie pomysłami kronikarza.
Biorąc pod uwagę skład ówczesnego episkopatu, najprawdopodobniej pochodził z Europy zachodniej, konkretnie z Francji (zdaniem Oswalda Balzera i Adama Vetulaniego) lub Niemiec, może z obszarów Nadrenii. Tadeusz Żebrowski wysunął przypuszczenie, że przybył do Polski około 1102 roku w otoczeniu Baldwina, biskupa krakowskiego. Możliwe, że Szymon należał do krakowskiej kapituły katedralnej.
Długosz jako datę objęcia przez niego biskupstwa płockiego podaje rok 1107. Nie jest to jednak pewne, stąd historycy wysunęli inne propozycje, sięgając do listu dedykacyjnego z początku księgi pierwszej Kroniki polskiej Galla Anonima. Szymon został wymieniony w nim zaraz po arcybiskupie Marcinie, co interpretuje się jako znak, że spośród ówczesnych biskupów podległych metropolii gnieźnieńskiej miał najdłuższy staż. Na pewno objął diecezję płocką przed 1109 rokiem.
Władysław Abraham wysunął przypuszczenie, że biskupem został około 1102 roku, dzięki poparciu Bolesława Krzywoustego, o jakim wspominał Długosz. Inne hipotezy przesuwają to wydarzenie na rok 1106 lub na czas po usunięciu Zbigniewa z Mazowsza przez Krzywoustego, około 1107–1108. Józef Dobosz przychylał się do ostrożnego przyjęcia datacji Długosza, którą uznał za prawdopodobną.
Szymon został uznany za pierwszego historycznie pewnego biskupa diecezji płockiej. Będąc zapewne nominatem Krzywoustego, blisko współpracował z księciem, jakkolwiek zachowało się niewiele wzmianek na ten temat.
Zgodnie z przekazem kroniki Galla Anonima latem 1109 roku Szymon uczestniczył w bitwie między Pomorzanami a rycerstwem mazowieckim pod wodzą komesa Magnusa. Nie walczył bronią, lecz w stroju pontyfikalnym, z grupą duchownych, odprawiał publiczne modlitwy. Starcie zakończyło się zwycięstwem Mazowszan, więc kronikarz chwalił pobożność biskupa i przypisywał mu przyczynienie się do pokonania najeźdźców. Porównał jego postępowanie do zachowania Mojżesza podczas bitwy z Amalekitami.
Wątek zwycięstwa nad Pomorzanami powtórzył w księdze III swojej kroniki Wincenty Kadłubek, znacznie modyfikując relację poprzednika, bez dodawania nowych elementów. W swojej wersji pominął osobę komesa, podkreślając, że zwycięstwo rycerzy polskich było efektem natchnienia ich przez pobożnego biskupa. Przy tej okazji porównał jego postępowanie do postępowania arcybiskupa Marcina, jak i następcy Szymona, Aleksandra z Malonne, wobec nieprzyjacielskich najazdów, co było elementem rozważań kronikarza nad problemem zachowania biskupa w obliczu zbrojnych ataków na wiernych z jego diecezji.
Przyjmuje się, że Szymon wyróżniał się spośród reszty ówczesnego polskiego episkopatu, jak również przypisuje mu się zaangażowanie w obronę Mazowsza. Na podstawie niejednoznacznej aluzji z kroniki Kadłubka wysunięto hipotezę o jego działalności prawodawczej. Czesław Deptuła wysunął zastrzeżenia co do wagi tego zwrotu, wskazując, że może chodzić tu raczej o nawiązanie do Mojżesza, jednak uznał za niewykluczone, iż jest to ślad stanowienia praw dla duchowieństwa katedralnego. Taką działalność przypisują mu i inni historycy. Lokalna tradycja przypisuje Szymonowi ufundowanie najstarszego drewnianego kościoła w Pułtusku.
Cz. Deptuła wysunął także ostrożną interpretację, że w przekazie Kadłubka można dostrzec tradycję, która przedstawiała biskupa jako słabo radzącego sobie z problemami diecezji, jakimi były najazdy Pomorzan, ale i Prusów. Natomiast odmiennego punktu widzenia dopatruje się w kronice Galla Anonima oraz zapiskach z kalendarza kapituły krakowskiej i nekrologu opactwa benedyktynów w Lubiniu.
Według Długosza Szymon zmarł w 1129 roku. W innych źródłach zachowały się dwie daty dzienne jego zgonu: 6 maja według nekrologu lubińskiego lub 7 maja za kalendarzem kapituły krakowskiej. Obie zapiski świadczą o tym, że biskup był znany szerzej, względnie miał związki z benedyktynami lubińskimi czy krakowską kapitułą, zaś diecezja płocka utrzymywała dość rozległe kontakty w obrębie państwa polskiego. Jego następcą był Aleksander z Malonne.
Szymon został zapewne pochowany w katedrze w Płocku. Średniowieczne teksty podkreślały jego świętobliwe życie, począwszy od przekazu Galla Anonima, za którym stale powtarzano porównanie go podczas bitwy z Pomorzanami do Mojżesza. Kadłubek rozwinął w swojej kronice opinię o świętości biskupa, a za nim powtórzył to Długosz. W środowisku duchowieństwa płockiego, a szczególnie kleru katedralnego, otoczono go kultem, który był widoczny jeszcze u schyłku XVI wieku. Wówczas to Wawrzyniec Wszerecz pisał, że Szymon był oficjalnie czczony jako święty–wyznawca.
Postać biskupa płockiego Szymona pojawiała się w Powieści o kronice Galla Anieli Gruszeckiej, wydanej w trzech częściach między rokiem 1962 a 1970.